# Cordylus rhodesianus
Espèce
Synonymes
- Zonurus cordylus rhodesianus Hewitt, 1933

Statut CITES
Cordylus rhodesianus est une espèce de sauriens de la famille des Cordylidae.

## Répartition
Cette espèce se rencontre dans l'est du Zimbabwe et dans le centre du Mozambique.

## Publication originale
- Hewitt, 1933 : Descriptions of some new reptiles and a frog from Rhodesia. Occasional Papers of the National Museum of Southern Rhodesia, vol. 2, p. 45-50.